# Квінт Огульній Галл
Квінт Огульній Галл (лат. Quintus Ogulnius Gallus; 330 до н. е. —250 до н. е.) — політичний та військовий діяч Римської республіки, консул 269 року до н. е.

## Життєпис
Походив з плебейського роду Огульніїв. Син Луція Огульнія Галла. Про молоді роки немає відомостей. 
У 300 році до н. е. його обрано народним трибуном. На цій посаді провів закон (Lex Ogulnia), за яким розширювалися права плебеїв на отримання жрецьких посад.
У 296 році до н. е. став курульним еділом. На кошти від штрафів звів пам'ятник Ромулу та Рему. У 292 році до н. е. очолив римську делегацію до Епідавру, де знаходилося святилище бога лікування Асклепія. Огульній повинен був дізнатися, що робити з мором, який лютував у Римі. Отримав поради та зображення змія. За легендою після зміщення цього змія до святилища епідемія припинилася.
У 273 році до н. е. був учасником посольства до Птолемея II, царя Єгипту. У 269 році до н. е. його обрано консулом разом з Гаєм Фабієм Піктором. За своєю ініціативою запровадив карбування срібних монет за грецьким зразком. Перші були із зображенням Ромула й Рема.
У 257 році до н. е. його призначено диктатором для організації проведення Латинських свят. Помер у 250 році до н. е.